# 兵頭正懿
兵頭 正懿（ひょうどう まさし、1847年11月15日（弘化4年10月8日） - 1910年（明治43年）8月13日）は、幕末の新谷藩士、明治期の内務・大蔵官僚、検察官。官選千葉県知事。

## 経歴
伊予国で新谷藩士・兵頭正行の長男として生まれる。幕末の江戸で国事に奔走し、明治元年（1868年）、三条実美の参謀を務めた。
明治2年（1869年）明治政府に出仕し少史に任官。以後、記録権頭、秋田県参事、島根県参事、長崎県参事などを歴任。
1875年、少検事となり、函館控訴院検事長、高等法院予審掛検事を歴任。福島事件、高田事件を担当した。
1884年、大蔵省に転じ、主税官、酒税課長、参事官、預金局長などを歴任。1893年3月20日、千葉県知事に就任。産業振興に尽力。1896年8月12日、知事を依願免本官となり退官。
その後、朝日鉱山（株）社長などを務めた。1910年（明治43年）8月13日、心臓病により死去した。墓所は青山霊園。

## 家族
- 父・兵頭正行 - 新谷藩士。[7]
- 長男・兵頭正通 (1875-) - 鉱業、資産家。岳父に伊達宗敬。[8]
- 二男・兵頭懿輝 (1880-) - 東京電気書記。岳父に片倉景光。
- 三男・兵頭懿彰 (1882-1908) - 海軍機関少尉。防護巡洋艦「松島」沈没事故で殉職[9]
- 次女・はま (1877-) - 東京の資産家・小堀干の弟・陸作の妻。干の三男の前妻に佐多稲子。[7][10]
- 三女・せん (1878-) - 海軍大佐・笠島新太郎の妻[11]
- 四女・文子 (1890-) - 海軍機関大佐・浅川昌松の妻[12]
- 六女・壽子 (1894-) - 日立製作所常務・池田亮次の妻[13]

## 栄典
位階
- 1891年（明治24年）12月11日 - 従五位[14]
- 1893年（明治26年）4月11日 - 正五位[15]
- 1896年（明治29年）9月21日 - 従四位[16]

勲章等
- 1888年（明治21年）12月26日 - 勲五等瑞宝章[17]
- 1889年（明治22年）11月29日 - 大日本帝国憲法発布記念章[18]
- 1893年（明治26年）12月28日 - 勲四等瑞宝章[19]